# Al amigo que no me salvó la vida
Al amigo que no me salvó la vida es una novela de Hervé Guibert publicada en Francia en 1990 por la editorial Gallimard, y en español en 1991 por Tusquets Editores.

## Trama
La historia comienza construyendo el descubrimiento del protagonista en primera persona, de que es portador del VIH/sida; Una vez que sabe esto, monitorea su progreso, incluido su deterioro físico, en el control de la enfermedad, a menudo con gran precisión (por ejemplo, con frecuencia observa su recuento exacto de células T). Al amigo que no me salvó la vida, en el modo autoficción, el autor narra la enfermedad de su amigo Muzil (Michel Foucault) y cómo éste descubre que es portador del VIH/sida. Pero Bill, un amigo estadounidense, le dice que Melvil Mockney (Jonas Salk, el descubridor de la vacuna contra la poliomielitis) acaba de encontrar una cura para la enfermedad. 
Podemos reconocer en la novela a personalidades de la época como Isabelle Adjani, bajo el nombre de Marine (en referencia a la canción Navy sweater interpretada por esta última). Y el estilo, en todo caso, es duro y directo, y en él se reconoce la influencia del escritor austríaco Thomas Bernhard. En todo caso, es un estadounidense llamado Bill quien le dice al portador del VIH/sida que conoce a un científico, y que éste ha encontrado una cura para la enfermedad y que puede incluirlo en el grupo de pacientes de prueba. El amigo estadounidense, como está implícito en el título, decepciona a Muzil.
Se considera que el libro, como obra de autoficción, claramente imita los últimos años de la propia vida de Guibert, aunque se cambian los nombres de los protagonistas y no pretende basarse en hechos reales.

## Recepción
Esta historia fue escandalosa al momento de salir a la venta, pues revela que, nada menos que el escritor, es portador del VIH/sida, por lo que Guivert queda así expuesto al público en general, en una época en que dicha enfermedad es sinónimo de gran estigma y tabú. 
Para su lanzamiento, Guibert se presenta notablemente en el programa de televisión Apostrophes, el 16 de marzo de 1990. En ese programa, Hervé Guibert discute públicamente tanto sobre su novela como sobre el tema del SIDA. 
Al amigo que no me salvó la vida de Hervé Guibert recibe el Premio Colette. Más tarde, en el programa Ex-Libris, el 7 de marzo de 1991, se presenta en televisión el siguiente libro: Le Protocole compassionnel (El protocolo compasivo),  L'Homme au chapeau rouge (El hombre del sombrero rojo), que completa la trilogía literaria escrita por Guibert, sale en 1992.
En 1994, Al amigo que no me salvó la vida vende alrededor de 400,000 ejemplares en Francia.

## Comentarios
La degradación física y la muerte ya eran temas abordados en trabajos anteriores de Hervé Guibert. Maestro de la autoficción, jugó con la noción de verdad por escrito. La irrupción en su vida y la de sus familiares de la enfermedad mortal, interrumpe la relación entre ficción y realidad de su trabajo literario. Así se introduce en su mundo cotidiano, la revelación de su estado, su decadencia física y el enfoque de su propia muerte. Escrito y publicado en el momento en que la epidemia de SIDA causó muchas víctimas, y en ausencia de un tratamiento efectivo, este libro tuvo un gran impacto.